# 小林脩斗
小林 脩斗（こばやし しゅうと、2001年11月8日 - ）は、日本中央競馬会 (JRA) ・美浦トレーニングセンターの奥平雅士厩舎に所属する騎手。父は元騎手の小林久晃。

## 来歴
2020年、JRA競馬学校を第36期生として卒業し奥平雅士厩舎所属騎手としてデビュー。JRA競馬学校で精励賞獲得。
2020年、3月1日、中山1R3歳未勝利でナックダイヤに騎乗しての初出走は8着。同年3月21日中山2Rでアイアムイチオシに騎乗し1着となり初勝利も、3月31日に中山4R・3歳未勝利で騎乗していたヨルノトバリが向正面で前の馬に触れて転倒したため落馬し、頭部外傷、頚椎捻挫、鼻出血と診断され、船橋市内の病院に搬送された。4月25日東京1R3歳未勝利より復帰。12月には「2020ヤングジョッキーズシリーズ ファイナルラウンド」に東日本地区4位として出場し、園田・第3戦ではクリノガオガオで1着となる。
2022年、1月25日の高知競馬場で行われる「第36回全日本新人王争覇戦」にJRA代表として選出。2月12日の東京12R・4歳以上2勝クラスで16番人気のヤマメに騎乗し優勝。単勝54940円という中央競馬歴代3位の高額配当を記録、また単勝式における東京競馬史上最高払戻金となった。4月16日の福島8R・4歳以上1勝クラスで騎乗したコスモホクシンが最後の直線で転倒したため落馬、左鎖骨々幹部骨折と診断された。同馬は右第3中手骨開放骨折のため、予後不良。また、これに触れたマイネルパリオートも転倒し、競走を中止したが同馬は異状なしと診断されるも、鞍上の藤井勘一郎は全身打撲(脊椎損傷の疑い)と診断された。「2022ヤングジョッキーズシリーズ」でファイナルラウンド計91ポイントとし、過去最高獲得ポイントでの総合優勝は、6回目の開催で初のJRA騎手による優勝であった。

## 騎乗成績
| 年度   | 1着 | 2着 | 3着 | 騎乗数 | 勝率 | 連対率 | 複勝率 |
| ------ | --- | --- | --- | ------ | ---- | ------ | ------ |
| 2020年 | 5   | 7   | 10  | 225    | .022 | .053   | .098   |
| 2021年 | 17  | 18  | 20  | 479    | .035 | .073   | .115   |
| 2022年 | 15  | 10  | 11  | 372    | .040 | .067   | .097   |
| 2023年 | 3   | 5   | 5   | 225    | .013 | .036   | .058   |
| 2024年 | 0   | 0   | 0   | 3      | .000 | .000   | .000   |
| 中央   | 40  | 41  | 46  | 1304   | .031 | .062   | .097   |
| 地方   | 1   | 2   | 1   | 45     | .022 | .067   | .089   |

|            | 日付           | 競馬場・開催  | 競走名           | 馬名             | 頭数 | 人気 | 着順 |
| ---------- | -------------- | ------------- | ---------------- | ---------------- | ---- | ---- | ---- |
| 初騎乗     | 2020年3月1日   | 2回中山2日1R  | 3歳未勝利        | ナックダイヤ     | 12頭 | 4    | 8着  |
| 初勝利     | 2020年3月21日  | 2回中山8日2R  | 3歳未勝利        | アイアムイチオシ | 16頭 | 6    | 1着  |
| 重賞初騎乗 | 2022年12月11日 | 5回中山4日11R | カペラステークス | ヤマトコウセイ   | 16頭 | 10   | 12着 |
| GI初騎乗   |                |               |                  |                  |      |      |      |